# جيانباولو بيليني
جيانباولو بيليني (بالإيطالية: Gianpaolo Bellini)‏ (مواليد 27 مارس 1980 في سارنيكو - إيطاليا) لاعب كرة قدم إيطالي يلعب حاليا لصالح نادي الدرجة الأولى أتالانتا الإيطالي منذ 1998 في مركز الظهير الأيسر كما يجيد اللعب في مركز الوسط الأيسر . .

## روابط خارجية
- جيانباولو بيليني على موقع ميوزك برينز (الإنجليزية)
- جيانباولو بيليني على موقع الاتحاد الأوربي (الإنجليزية)
- جيانباولو بيليني على موقع قاعدة بيانات كرة القدم.إي يو (الإنجليزية)
- جيانباولو بيليني على موقع Soccerway.com (الإنجليزية)
- جيانباولو بيليني على موقع عالم كرة القدم.نت (الإنجليزية)
- جيانباولو بيليني على موقع كووورة
- جيانباولو بيليني على موقع AS.com (الإسبانية)